# Figaro (tiburón)
Figaro es un género de elasmobranquios Carcharhiniformes de la familia Scyliorhinidae .

## Especies
Incluye un total de 2 especies descritas:
- Figaro boardmani (Whitley, 1928)[2]
- Figaro striatus Gledhill, Last & White, 2008[3]